# هارولد كاميرون
هارولد كاميرون (بالإنجليزية: Harold Cameron)‏ (10 أكتوبر 1912 - 8 أكتوبر 2000) هو لاعب كريكت نيوزلندي.